# Castelreng
Castelreng (okzitanisch Castèlrenc) ist eine französische Gemeinde mit 207 Einwohnern (Stand: 1. Januar 2022) im Département Aude in der Region Okzitanien (vor 2016 Languedoc-Roussillon). Sie gehört zum Kanton La Région Limouxine im Arrondissement Limoux. Die Einwohner werden Castelrengois genannt.

## Geographie
Castelreng liegt etwa 31 Kilometer südwestlich von Carcassonne am Flüsschen Cougaing, das zur Aude entwässert. Umgeben wird Castelreng von den Nachbargemeinden Ajac im Norden, La Digne-d’Amont im Nordosten, Tourreilles im Osten, Bouriège im Südosten, Saint-Couat-du-Razès im Süden und Südwesten, Saint-Benoît im Südwesten und Westen sowie La Bezole im Westen und Nordwesten.

## Bevölkerungsentwicklung
| Jahr                       | 1962 | 1968 | 1975 | 1982 | 1990 | 1999 | 2006 | 2019 |
| -------------------------- | ---- | ---- | ---- | ---- | ---- | ---- | ---- | ---- |
| Einwohner                  | 224  | 197  | 158  | 168  | 174  | 165  | 191  | 207  |
| Quellen: Cassini und INSEE |      |      |      |      |      |      |      |      |

## Sehenswürdigkeiten
- Himmelfahrtskirche (Église de l’Assomption), seit 1948 Monument historique